# Фишер, Куно
Ку́но Фи́шер (нем. Kuno Fischer; 23 июля 1824, Зандевальде (близ г. Гура), Силезия, Королевство Пруссия — 5 июля 1907, Гейдельберг, Германская империя) — немецкий историк философии и философ, гегельянец.

## Биография
В 1850 г. открыл курс в Гейдельберге, но ему было запрещено чтение лекций, без объяснения причин. Это распоряжение вызвало всеобщее негодование; только дармштадтский клерикальный орган в анонимной статье пытался оправдать образ действия правительства.
С 1856 до 1872 г. Фишер состоял профессором Йенского университета, а затем перешёл в Гейдельберг, где привлекал многочисленную аудиторию своими блестящими лекциями.
Наиболее примечательные из его сочинений:
- «Diotima; die Idee des Schönen» (Диотима; идея прекрасного, 1849), где в форме писем излагаются основные начала гегельянской эстетики;
- «Die Logik und Metaphysik oder Wissenschaftslehre» (Логика и метафизика, или учение о науке, 2-е изд., 1865), где Фишер излагает свою систему логики и метафизики, чрезвычайно близко придерживаясь Гегеля, хотя и претендует на самобытную разработку философских проблем;
- «Geschichte der neueren Philosophie» (История новейшей философии, 3-е изд. 1898) — превосходный труд, охватывающий историю рационализма ΧVΙΙI в. (Декарт, Спиноза, Лейбниц — первые два тома), философию Канта (III и IV т.), учения ближайших последователей Канта и философию Фихте (V т.), философию Шопенгауэра (VI т.), философию Шеллинга (VII т.) и, наконец, систему Гегеля (VIII и IX тт.).

Фишера при изложении истории философии занимала главным образом не история проблем (как Виндельбанда в «Geschichte der Philosophie» и Ренувье в «Esquisses d’une classification des systèmes philosophiques»), не историко-культурное изучение условий возникновения и развития философских учений (Бенн, Гомперц) и не экономическое истолкование философии (Элейтеропудос, Паттен). У Фишера на первом плане три задачи:
1. усвоение духа данной системы,
2. выяснение связи данной системы с личностью её творца («Lebensauffassung») и
3. выяснение связи данной системы с другими системами мысли.

Особенно крупны заслуги Фишера в разъяснении значения философских систем Канта и Гегеля. Вместе с Целлером он в начале 1860-х гг. указал на необходимость обратиться от материализма к изучению критической философии.
При изложении различных философских систем ему случалось попутно затрагивать глубокие и интересные вопросы, вызывавшие оживленный спор в литературе.
Фишер разъяснил ошибочность истолкования «атрибутов» в системе Спинозы в духе субъективных «форм познания»; в споре, возникшем между Фишером и Тренделенбургом о «третьей возможности» (по вопросу об объективном значении форм пространства и времени), Фишер отрезал путь к догматическому истолкованию «трансцендентальной эстетики» Канта; говоря о Фихте, Фишер пытается наперекор мнению других историков показать, что философское миросозерцание Фихте второго периода не находится в противоречии с его первоначальной точкой зрения.
Фишер высказал сомнения относительно связи пессимизма Шопенгауэра с его судьбой, замечая, что Шопенгауэр «рассматривал трагедию мирового несчастия в бинокль из весьма удобного кресла, а затем уходил домой с сильным впечатлением, но в то же время вполне удовлетворенный»; этот взгляд на Шопенгауэра оспаривается в настоящее время Фолькельтом (см. «Артур Шопенгауэр», стр. 33).
Взгляды Фишера на историю философии, даже когда они могут быть ошибочными, интересны и возбуждают мысль. Первые четыре тома его философии переведены на русский язык под редакцией Страхова. В настоящее время готовится издание нового перевода I, II и IV томов и переводятся тома, посвящённые Фихте и Шеллингу. В начале XX в. вышел в свет III том (Кант) в переводе Полилова, Жуковского и Лосского и VIII-й т. (первый из двух, посвящённых Гегелю, в переводе Лосского); вскоре выйдут в свет IV-й т. (Кант) и IX-й т. (Гегель).
Кроме того, имеются на русском яз. VI-й т., посвящённый Шопенгауэру, и отдельная книга Ф., вне девятитомной серии «История новой философии» — «Бэкон Веруламский и век реальной философии», а также брошюра «О свободе человека» и ряд интересных литературных очерков: «Шиллер», «Фауст» Гёте, «Лессинг».
Кроме упомянутых сочинений, Ф. написал ещё брошюры:
- «Entstehung und Entwickelungsformen des Witzes» (1871),
- «Shakespeares Characterentwickelung Richard III» (1868).

О системе логики и метафизики Ф. см. статью Kym’a в его «Metaphysische Untersuchungen» и заметку Sieber’a в его книге «Geschichte der neueren deutschen Philosophie seit Hegels» (1898, стр. 60—62); подробности о споре Ф. с Тренделенбургом — в «Kommentar zu Kant’s Kritik der reinen Vernunft» Vaihinger’a.
Реплику Ф. на возражения Файингера по этому и по другим вопросам Кантовой теории познания — см. в первом из двух томов, посвящённых Канту (стр. 334 — «Критические прибавления»). Здесь же дана справедливая оценка схоластическим приёмам представителей «кантофилологии» — этих начетчиков Кантовского толка.
Когда престарелого автора, Куно Фишера, спрашивали, почему он не отводит в своих трудах места Фридриху Ницше, то знаменитый гейдельбергский профессор с презрением всегда отвечал: «Ницше — просто сумасшедший».

## Русские переводы сочинений К. Фишера

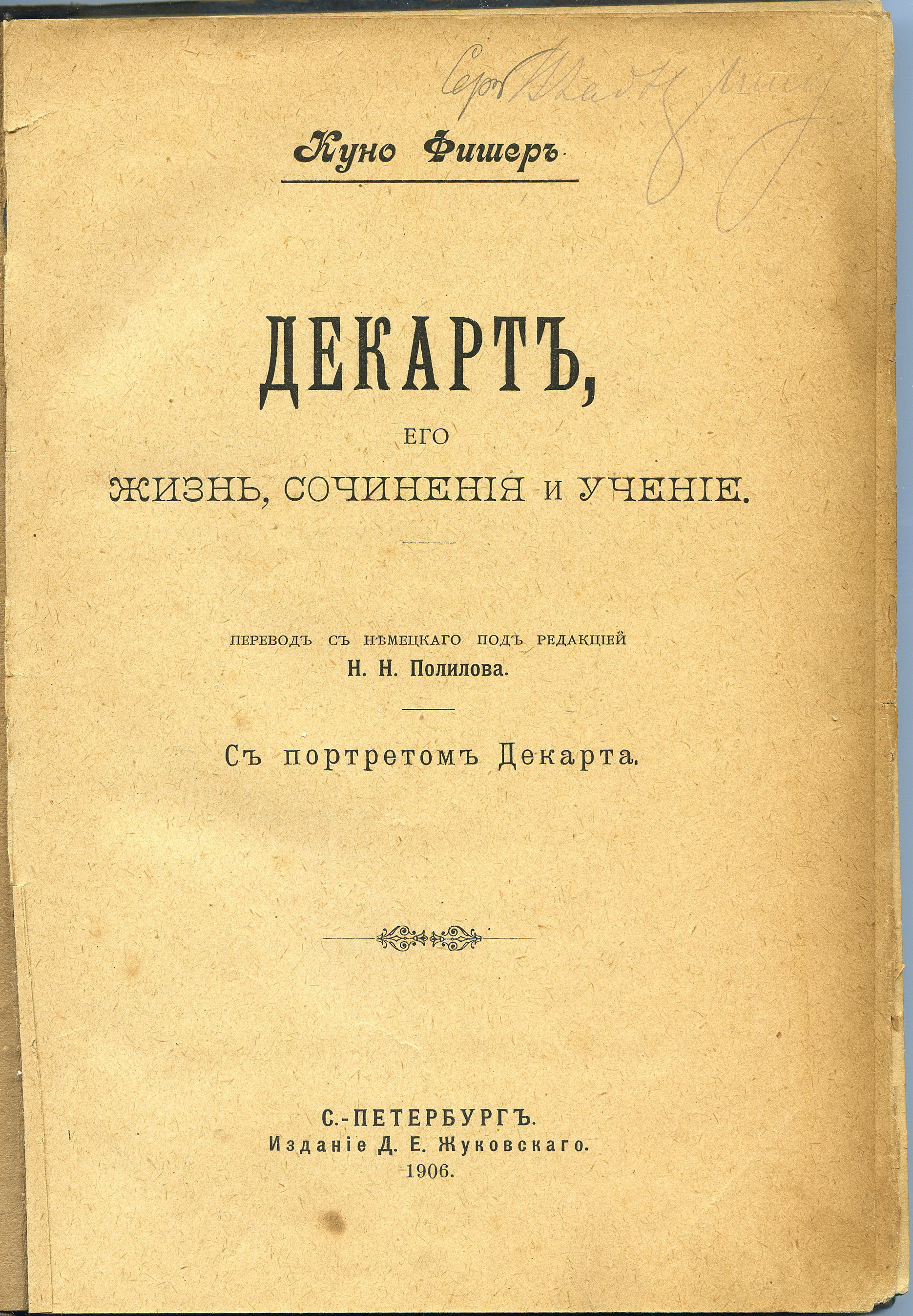
Титульный лист книги о Декарте,, 1906 год

- Куно Фишер. История новой философии. — СПб.: Николая Тиблена, 1862. — Т. 1. — 509 с.
- Куно Фишер. История новой философии. — СПб.: Николая Тиблена, 1863. — Т. 2. — 560 с.
- Куно Фишер. История новой философии. — СПб.: Николая Тиблена, 1864. — Т. 3. — 556 с.
- Куно Фишер. История новой философии. — СПб.: Николая Тиблена, 1865. — Т. 4. — 624 с.
- Куно Фишер. Бекон Веруламский. — Киев: типография И. и А. Давиденко, 1866. — 135 с.
- Куно Фишер. Реальная философия и ея век. Франциск Бакон Веруламский.. — 2-е изд.. — СПб.: типография Неклюдова, 1870. — 360 с.
- Фишер К. Г. Г. Э. Лессинг, как преобразователь немецкой литературы, перевод И. П. Рассадина, 1882, Москва, типография П. П. Брискорн
- Куно Фишер. Артур Шопенгауэр. — М., 1894. — 160 с.
- Куно Фишер. Философ пессимизма. (Характеристика Шопенгауэра). — Одесса: типография М. Шпенцера, 1897. — 36 с.
- Куно Фишер. Декарт, его жизнь, сочинения и учение / пер. с нем. под ред. Н. Н. Полилова. — СПб.: Д. Е. Жуковского, 1906. — 460 с.
- Куно Фишер. Воля и рассудок. — СПб.: В. И. Ротенштерн, 1909. — 64 с.
- Фишер К. История новой философии: Готфрид Вильгельм Лейбниц: Его жизнь, сочинения и учение. — М.: АСТ, Транзиткнига, 2005. — 734 с. — 3000 экз. — ISBN 5-9578—2266-3 (Транзиткнига).
- Фишер К. История новой философии: Бенедикт Спиноза. — М.: АСТ, Транзиткнига, 2005. — 557, [3] с. — 5000 экз. — ISBN 5-17-026924-2 (АСТ), 5-9578-1339-7 (Транзиткнига).
- Фишер К. Шестой том: Фихте. Жизнь, сочинения и учение // Фишер К. История новой философии / Примечания и послесловие А. Б. Рукавишникова. — СПб.: РХГИ, 2004. — 723 + XX + [1 ил.] с. — 1000 экз. — ISBN 5-88812-157-6.
- Фишер К. Артур Шопенгауэр. — СПб.: Лань, 1999. — 608 с. — (Мир культуры, истории и философии). — 3000 экз. — ISBN 5-8114-0142-6.
- Фишер, К. Век Реформации и проложенный ею ход развития новой философии (1889) / См.: Лютер, Мартин. О свободе христианина. [Сборник]. Уфа: ARC, 2013. С. 613—647. ISBN 978-5-905551-05-5
- Куно Фишер. `Фауст` Гёте. Возникновение и состав поэмы = Goethes Faust. Nach seiner Entstehung, Idee und Composition / пер. с нем. И. Д. Городецкого. — М.: В.Н. Маракуева, 1887. — [4], IV, 228 с.
- Фишер К. Гегель его жизнь, сочинения и учение / Акимов М. М.. — Москва Ленинград, 1933. — 612 с. — 20 000 экз.